# Lồng Faraday

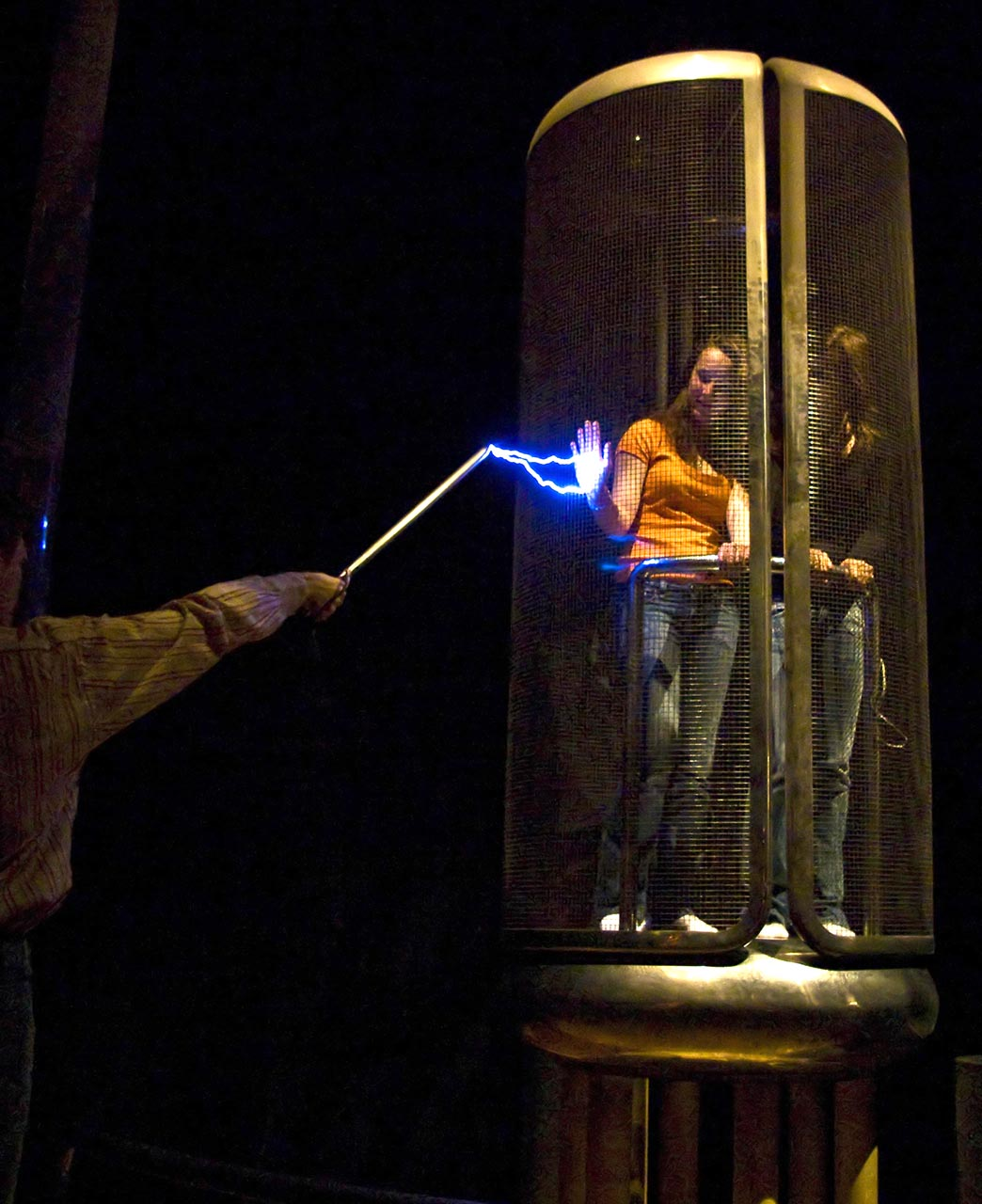
Các tình nguyện viên đứng trong một chiếc lồng Faraday ở bảo tàng khoa học Palais de la Découverte, Paris

Lồng Faraday là một thiết bị được rào kín bằng một lớp vật liệu dẫn điện nhằm ngăn chặn các trường điện từ. Thiết bị này được đặt theo tên nhà khoa học Michael Faraday, người đã phát minh ra nó vào năm 1836.